# Радзенцин
Радзенцин (пол. Radzięcin) — село в Польщі, у гміні Фрамполь Білґорайського повіту Люблінського воєводства.
Населення — 695 осіб (2011).
У 1975-1998 роках село належало до Замойського воєводства.

## Демографія
Демографічна структура станом на 31 березня 2011 року:
|          | Загалом | Допрацездатний вік | Працездатний вік | Постпрацездатний вік |
| -------- | ------- | ------------------ | ---------------- | -------------------- |
| Чоловіки | 353     | 53                 | 241              | 59                   |
| Жінки    | 342     | 51                 | 182              | 109                  |
| Разом    | 695     | 104                | 423              | 168                  |